# Marcel J. E. Golay
Marcel Jules Edouard Golay (* 3. Mai 1902 in Neuchâtel; † 27. April 1989 in Lutry) war ein Schweizer Elektroingenieur, welcher Mathematik auf nachrichtentechnische und industrielle Probleme anwendete.

## Karriere
Golay studierte Elektrotechnik an der Eidgenössischen Technischen Hochschule Zürich und ging 1924 an die Bell Laboratories in New York. 1931 bekam Golay einen Ph. D. in Physik von der University of Chicago. Er verliess die Bell Laboratories, um dem US Army Signal Corps beizutreten und war in Fort Monmouth in New Jersey stationiert. 1963 wechselte er zum Unternehmen PerkinElmer.
Insbesondere auf Grund seines nur halbseitigen Artikels Notes on digital coding von 1949 gilt Golay als Mitbegründer der algebraischen Kodierungstheorie. Die Fotos der Sonden des Voyager-Programms wurden mit Golay-Codierung zur Erde gesendet, später entstand im Amateurfunk eine G-TOR genannte entsprechende Übertragungsart.
Des Weiteren arbeitete er an der Entwicklung der Gaschromatographie mit. Golay erfand die Kapillargaschromatographie, die heute am häufigsten benutzte Trenntechnik. In Erinnerung an Golay vergibt PerkinElmer bis heute den Golay Award für Verdienste in der Chromatographie.

## Leistungen
- Zusammen mit Abraham Savitzky Autor des Savitzky-Golay-Filter (englisch Savitzky–Golay smoothing filter).[6]
- Entwicklung des Golay-Codes.
- Verallgemeinerung des perfekten binären Hamming-Codes auf nichtbinäre Codes.
- Erfinder der Golay-Zelle, einem Infrarot-Detektor.
- ein Zonenschmelzverfahren für Silizium mit Paul H. Keck[7]
- Erfinder der Kapillargaschromatographie